# Ji Delin
Ji Delin (* 26. März 1987) ist ein ehemaliger chinesischer Biathlet und Skilangläufer.
Ji bestritt Ende 2005 erste Rennen im Skilanglauf, seine ersten Rennen waren Sprints im Far East Cup. Einmal bestritt er 2007 in Changchun ein Rennen im Skilanglauf-Weltcup und verpasste über 15 Kilometer als 32. nur um zwei Plätze die Punkteränge. Daneben bestritt Ji seit 2007 auch internationale Biathlonrennen. Erste bestritt er in Forni Avoltri im Biathlon-Europacup. Die Junioren-Weltmeisterschaft 2007 in Martell brachte keine Ergebnisse unter den besten 30. Saisonhöhepunkt wurden die Biathlon-Weltmeisterschaften 2007 in Antholz. In Südtirol startete der Chinese im Sprint-Rennen und verpasste als 61. nur um einen Platz und 1,7 Sekunden gegen den Kanadier Robin Clegg das Verfolgungsrennen. Nachdem er in der Saison 2007/08 nicht zum Weltcup-Aufgebot gehört hatte, rückte er 2008/09 wieder in den Weltcup-Kader auf.

## Platzierungen im Biathlon-Weltcup
Die Tabelle zeigt alle Platzierungen (je nach Austragungsjahr einschließlich Olympische Spiele und Weltmeisterschaften).
- 1.–3. Platz: Anzahl der Podiumsplatzierungen
- Top 10: Anzahl der Platzierungen unter den ersten zehn (einschließlich Podium)
- Punkteränge: Anzahl der Platzierungen innerhalb der Punkteränge (einschließlich Podium und Top 10)
- Starts: Anzahl gelaufener Rennen in der jeweiligen Disziplin

| Platzierung         | Einzel | Sprint | Verfolgung | Massenstart | Staffel | Gesamt |
| ------------------- | ------ | ------ | ---------- | ----------- | ------- | ------ |
| 1. Platz            |        |        |            |             |         |        |
| 2. Platz            |        |        |            |             |         |        |
| 3. Platz            |        |        |            |             |         |        |
| Top 10              |        |        |            |             |         |        |
| Punkteränge         |        |        |            |             |         |        |
| Starts              |        | 1      |            |             |         | 1      |
| Stand: Karriereende |        |        |            |             |         |        |